# Said Siam
Said Siam, auch Seyam, Saeed oder Sayed (arabisch سعيد صيام, DMG Saʿīd Ṣiyām; * 22. Juli 1959 im Flüchtlingslager asch-Schati, damals Ägypten; † 15. Januar 2009 bei Dschabaliya), war der Innenminister der Hamas in der Regierung der Palästinensischen Autonomiebehörde vom März 2006. Er gehörte nicht der Regierung der nationalen Einheit vom März 2007 an, wurde aber nach dem Putsch der Hamas in das Kabinett von Chalid Maschal berufen.

## Leben
Siam ging 1987 zur Hamas und war einer der Gründer ihres militärischen Arms und der Kassam-Brigaden. Er wurde von der israelischen Armee während der ersten Intifada zwischen 1987 und 1993 viermal inhaftiert und 1992 von Israel zeitweise in den Südlibanon vertrieben.
Von 1994 bis 2000 arbeitete Siam in der Palästinensischen Autonomiebehörde, war aber gleichzeitig immer noch in der Hamas aktiv. Er trat von seinem Posten kurz nach dem Ausbruch der zweiten Intifada zurück. Er war ein ehemaliger Kommandeur der Kassam-Brigaden in Chan Yunis und repräsentierte die Hamas ab 2006 als Mitglied des Palästinensischen Legislativrats. Neben seinen politischen Aktivitäten arbeitete Siam bis 2003 als Lehrer.
Siyam wurde 2004 nach der Tötung von Achmad Yassin und Abd al-Aziz Rantisi Mitglied der engeren Führung der islamistischen Terrororganisation Hamas im Gazastreifen. Siam war der Gründer der Hamas nahestehenden Exekutiv-Kräfte, die im Juli 2007 bei der Machtübernahme im Gazastreifen durch Hamas eine entscheidende Rolle spielte. Nach diesem Putsch wurde Siyam Innenminister in der von Hamas-Führer gebildeten Regierung für den Gazastreifen.

## Tod
Said Siam wurde bei einem israelischen Luftangriff im Rahmen der „Operation Gegossenes Blei“ im Haus seines Bruders in Gaza-Stadt getötet. Zusammen mit Siam kamen sein Bruder und einer seiner Söhne ums Leben. (Insgesamt hatte Siyam sechs Kinder – zwei Söhne und vier Töchter.) Außerdem wurden der Sicherheitsdirektor des Innenministeriums, Saleh Abu Scharkh, und der lokale Anführer der Hamas-Milizionäre, Mahmud Abu Watfah, bei dem Angriff getötet.